# Ломжинське воєводство
Ломжинське воєводство (пол. województwo łomżyńskie) — адміністративно-територіальна одиниця Польщі найвищого рівня, яка існувала у 1975—1998 роках.
Являло собою одну з 49 основних одиниць адміністративного поділу Польщі, які були скасовані в результаті адміністративної реформи Польщі 1998 року.
Займало площу 6684 км². Адміністративним центром воєводства було місто Ломжа. Після адміністративної реформи воєводство припинило своє існування і його територія відійшла до Підляського та Мазовецького воєводств.

## Wojewodowie
|   | Період                       | Воєвода             |
| - | ---------------------------- | ------------------- |
| 1 | червень 1975 – жовтень 1986  | Єжи Зентара         |
| 2 | листопад 1986 – серпень 1990 | Марек Стжалінський  |
| 3 | серпень 1990 – серпень 1991  | Францішек Адамяк    |
| 4 | серпень 1991 – травень 1994  | Єжи Бжезінський     |
| 5 | травень 1994 – грудень 1997  | Мечислав Багінський |
| 6 | грудень 1997 – грудень 1998  | Славомир Згжива     |

## Районні адміністрації
- Районна адміністрація у Граєво для гмін: Ґоньондз, Гміна Граєво, Радзілув, Райґруд, Щучин, Тшцянне, Вонсош та міста Граєво
- Районна адміністрація в Кольно для гмін: Грабово, Кольно, Малий Плоцьк, Ставіські, Турошль та міста Кольно
- Районна адміністрація в Ломжі для гмін: Єдвабне, Ломжа, Мястково, Новогруд, Пйонтниця, Пшитули, Снядово, Візна, Збуйна та міста Ломжа
- Районна адміністрація у Високому-Мазовецькому для гмін: Цеханувець, Чижев-Осада, Клюково, Кобилін-Божими, Кулеше-Косьцельне, Нові Пекути, Перлеєво, Соколи, Шепетово, Високе-Мазовецьке та міста Високе-Мазовецьке
- Районна адміністрація у Замброві для гмін: Анджеєво, Боґути-П'янкі, Колакі-Косьцельне, Нур, Рутки, Шульбже-Вельке, Шумово, Замбрув, Заремби-Косьцельні, Завади та міста Замбрів.

## Міста
Чисельність населення на 31.12.1998
- Ломжа – 64 605
- Замбрів – 23 879
- Граєво – 22 966
- Кольно – 11 180
- Високе-Мазовецьке – 9562
- Щучин – 3600
- Ставіські – 2500
- Новоґруд – 2000
- Єдвабне – 1900
- Гоньондз – 1900
- Райгруд – 1700

## Населення
- 1975 – 320 200
- 1980 – 325 800
- 1985 – 338 700
- 1990 – 346 700
- 1995 – 353 800
- 1998 – 352 900